# (4832) Palinurus
(4832) Palinurus (1988 TU1) – planetoida z grupy trojańczyków okrążająca Słońce w ciągu 12,06 lat w średniej odległości 5,26 j.a. Odkryta 12 października 1988 roku.